# Baragiano
Baragiano ist eine süditalienische Gemeinde (comune) mit 2469 Einwohnern (Stand 31. Dezember 2023) in der Provinz Potenza in der Basilikata. Die Gemeinde liegt etwa 18 Kilometer westnordwestlich von Potenza. Baragiano ist Teil der Comunità Montana Marmo Platano. Auf der südwestlichen Gemeindegrenze fließt der Avigliano in den Picerno.

## Geschichte
Bekannt ist die Gemeinde durch den archäologischen Fundort Archeoparco del Basileus, einer Ausgrabungsstätte, die an der Stelle liegt, wo das Volk der Lukaner auf das der Peuketier traf.
Zuletzt wurde die Gemeinde im November 1980 in dem seismisch sehr aktiven Gebiet durch ein Erdbeben heimgesucht.

## Verkehr
Durch die Gemeinde führt die Staatsstraße 7. In Baragiano kreuzt diese mit der Strada Statale 94 dir del Varco di Pietrastretta. Daneben befinden sich im Hauptort der Gemeinde und in der Ortschaft Franciosa Bahnhöfe an der Bahnstrecke von Battipaglia über Potenza nach Metaponto.

## Gemeindepartnerschaften
- Jalasjärvi, Südösterbotten
- Muro Lucano, Provinz Potenza (seit 2011)